# Nicolaus Szécsen von Temerin
Nicolaus Szécsen von Temerin (* 4. September 1782; † 2. September 1871 in Ischl) war österreichischer Politiker und später Obersthofmeister der Erzherzogin Sophie.
Seine Eltern waren Graf Alexander Szécsen von Temerin (1740–1813) und dessen Ehefrau.
Er ging in den kaiserlichen Staatsdienst und zur allgemeinen Hofkammer, wo er zu deren Vice-Präsident aufstieg. Im Jahr 1829 erhielt er den Vorsitz einer Hofkommission, die den heiklen Auftrag bekam, das Verhalten der siebenbürgischen Provinzialkasse zu untersuchen. Diese hatte ein beständiges Defizit und die Kommission sollte die Ursachen untersuchen und abstellen. Später wurde er Obergespan des Komitat Požega. Er wurde zum Geheimen Rat ernannt und im Jahr 1852 Obersthofmeister der Erzherzogin Sophie. Dort blieb er bis zu seinem Tod 1871.
Graf Nicolaus Szecsen heiratete am 22. September 1816 Gräfin Francisca Forgách de Ghymes und Gács (* 17. Oktober 1785; † 27. Mai 1867), Tochter von Antal Forgach de Gymes (1757–1801). Diese war kaiserliche Palastdame und Obervorsteherin des adeligen Damenvereins zur Beförderung des Guten und Nützlichen in Wien. Dieser Ehe entstammen die Söhne:
- Karl (1818–1848) ⚭ Freiin Leopoldine Honrichs zu Wolfswarffen (* 5. Januar 1826; † 14. März 1894)[4]
- Anton (* 17. Oktober 1819; † 23. August 1896), Diplomat und Politiker ⚭ Gräfin Ernestine von Lamberg (* 23. April 1829), Tochter von Franz Philipp von Lamberg